# Methlach
Methlach (fränkisch: Mehdles-miel) ist ein Gemeindeteil des Marktes Dietenhofen im Landkreis Ansbach (Mittelfranken, Bayern). Methlach liegt in der Gemarkung Götteldorf.

## Geografie
Die Einöde Methlach liegt am Mettlachbach und am Eisengraben und Hanggraben, die dort als rechte Zuflüsse des Mettlachbachs münden. Im Süden grenzt die Adelmannsdorfer Forst an. Die Kreisstraße AN 17 führt nach Adelmannsdorf (1,9 km südöstlich) bzw. nach Rügland zur Staatsstraße 2255  (2 km westlich).

## Geschichte
Im Jahre 1714 wurden vom Weißkopfschen Hof in Götteldorf 30 Tagewerk Land ausgewiesen, auf deren Grund 1723 die Mettlachsmühle errichtet wurde. Methlach leitet sich von  Mittlere Ache, also Mittelbach, ab. Der namensgebende Bach wird mit Doppel-t geschrieben, wurde aber im 16. Jahrhundert mundartlich auch „die Melach“ genannt.
Wesentlich älter ist die Ziegelhütte, die es wohl schon im späten Mittelalter gab. In der Nähe gab es einen Steinbruch, in dem Quarzite abgebaut wurden. Sie gehörte für kurze Zeit zur Deutschordenskommende Virnsberg. Anfang des 18. Jahrhunderts war sie in Besitz der Herren von Crailsheim zu Rügland. Ende des 18. Jahrhunderts wurde der Betrieb der Ziegelhütte eingestellt. Seit 1830 wurde sie als Gastwirtschaft genutzt.
Gegen Ende des 18. Jahrhunderts gab es in Methlach mit der Ziegelhütte 2 Anwesen. Das Hochgericht übte das brandenburg-ansbachische Hofkastenamt Ansbach aus. Beide Anwesen hatten das brandenburg-bayreuthische Kastenamt Dietenhofen als Grundherrn. Von 1797 bis 1808 unterstand der Ort dem Justiz- und Kammeramt Ansbach.
Im Rahmen des Gemeindeedikts wurde Methlach mit der Ziegelhütte dem 1808 gebildeten Steuerdistrikt Unternbibert und der 1811 gegründeten Ruralgemeinde Unternbibert zugeordnet. Mit dem Zweiten Gemeindeedikt (1818) wurde es in die neu gebildete Ruralgemeinde Götteldorf umgemeindet. Im Zuge der Gebietsreform in Bayern wurde diese am 1. Mai 1978 nach Dietenhofen eingemeindet.

### Baudenkmäler
- Die Wassermühle auf der südlichen Straßenseite, die als Methlachmühle bezeichnet wird, kann nach einer Restaurierung in den 1980er Jahren etwa 5 KW Strom liefern. Sie wurde 1723 errichtet.[14]
- Die ehemalige Freiherrlich von Crailsheim’sche Ziegelhütte (von Crailsheim zu Rügland) auf der nördlichen Straßenseite. Dort befindet sich ein etwa sechs Meter tiefer Brunnen aus der Barockzeit, der nicht mehr genutzt wird. Der Westgiebel der großen Scheune trägt ein in Sandstein geschlagenes Wappen der fränkischen Familie Müller-Barthél aus Ansbach und Nürnberg, der ehemaligen Besitzer im 20. Jahrhundert. Über der Flügeltüre des kleinen Schankhäuschens befindet sich ein Prahlsches Wappen (Bornholm), von dessen Ehefrau, Ursula Prahl, aus gleicher Zeit. Die Prahl sind ein altes Pfarrergeschlecht aus Nordschleswig, zu dem auch der berühmte Astronom Tycho Brahe gezählt wird. Im Wald bei diesem Anwesen kann man rechts, etwa 75 Meter neben dem aus dem Mittelalter stammenden sogenanntem Totemweg noch Spuren der Lehmgewinnung für die Ziegelei erkennen. Die alte Ziegelei mit dem kleinen Gasthof wurde Anfang des 21. Jahrhunderts abgebrochen und durch einen Neubau ersetzt.[14]

### Einwohnerentwicklung
| Jahr      | 001818 | 001840 | 001861 | 001871 | 001885 | 001900 | 001925 | 001950 | 001961 | 001970 | 001987 | 002005 | 002013 |
| Einwohner | 20     | 16     | 13     | 12     | 12     | 10     | 11     | 14     | 5      | 3      | 1      | 6      | 5      |
| Häuser    | 3      | 4      |        |        | 3      | 3      | 2      | 2      | 2      |        | 3      |        |        |
| Quelle    | [ 16 ] | [ 17 ] | [ 18 ] | [ 19 ] | [ 20 ] | [ 21 ] | [ 22 ] | [ 23 ] | [ 24 ] | [ 25 ] | [ 26 ] | [ 27 ] | [ 1 ]  |

## Religion
Der Ort ist evangelisch-lutherisch geprägt und war ursprünglich nach St. Andreas (Dietenhofen) gepfarrt, seit der zweiten Hälfte des 19. Jahrhunderts ist die Pfarrei St. Margaretha (Rügland) zuständig. Die Einwohner römisch-katholischer Konfession waren ursprünglich nach St. Dionysius (Virnsberg) gepfarrt, seit den 1980er Jahren ist die Pfarrei St. Bonifatius (Dietenhofen) zuständig.